# 北沢方邦
北澤 方邦（きたざわ まさくに、1929年11月29日 - 2023年9月29日）は、日本の構造人類学者、信州大学名誉教授。構造人類学、音楽社会学、科学認識論専攻。

## 来歴
静岡県生まれ。東京都立電気工業学校卒。音楽評論家として『音楽芸術』などに寄稿し、のち桐朋学園大学教授、信州大学教養部教授、84年定年退官、名誉教授、神戸芸術工科大学教授。
はじめ音楽論から出発し、クロード・レヴィ＝ストロースの構造主義人類学に学んで近代批判を始める。その後日本神話を記号論的に読む仕事に展開した。
1954年、青木やよひと結婚。2009年に死別。2011年、舞踊家鈴木雅子と再婚。
2023年9月29日、急性腎盂腎炎のため死去。93歳没。

## 著書
- 『音楽の意味の発見』三一新書 1967
- 『七つの肖像 現代作曲家論』合同出版 1968
- 『構造主義』講談社現代新書 1968
- 『黙示録時代の文化』せりか書房 1968
- 『情報社会と人間の解放』筑摩書房 1970
- 『音楽に何が問われているか』田畑書店 1971
- 『野生と文明 アメリカ反文化の旅』ダイヤモンド社 1972
- 『反文明の論理 管理社会と文化革命』すずさわ書店 1973
- 『神話的思考の復権 管理社会批判』田畑書店 1973
- 『ホピの太陽 現代文明批判』研究社出版 1976
- 『文明の逆転 脱管理化社会の思想』第三文明社 1977
- 『日本人の神話的思考』講談社現代新書 1979
- 『天と海からの使信 理論神話学』朝日出版社 1981
- 『メタファーとしての音－音楽的知の記号学』新芸術社 1986
- 『知と宇宙の波動 ポスト・モダニティをめざして』平凡社 1989
- 『日本神話のコスモロジー 常世の潮騒を聴く』平凡社 1991
- 『蛇と太陽とコロンブス アメリカインディアンに学ぶ脱近代』農山漁村文化協会 1992
- 『数の不思議・色の謎 日本文化の記号を読み解く』広済堂出版 1993
- 『歳時記のコスモロジー 時の声を聴く』平凡社 1995
- 『ホピの聖地へ 知られざる「インディアンの国」』東京書籍 1996
- 『近代科学の終焉』藤原書店 1998
- 『感性としての日本思想 ひとつの丸山真男批判』藤原書店 2002
- 『風と航跡』藤原書店 2003
- 『脱近代へ 知/社会/文明』藤原書店 2003
- 『古事記の宇宙論』平凡社新書 2004
- 『北沢方邦音楽入門 広がる音の宇宙へ』平凡社 2005
- 『ヨーガ入門 自分と世界を変える方法』平凡社新書 2008
- 『目にみえない世界のきざし 詩集』洪水企画 2010
- 『世界像の大転換　リアリティを超える「リアリティ」』藤原書店 2020

## 共編著
- 音楽読本 楽典・和声・楽式・音楽史 柴田南雄、入野義郎共著 東京音楽書院 1953.3
- 文明は死の行進をはじめた 三一書房 1970
- 新しい社会主義像を求めて 第三文明社 1977.3
- 近代知の反転 新評論 1983.7（シリーズプラグを抜く）

## 翻訳
- ロマン・ロラン『ベートーヴェン第九交響曲』蛯原徳夫共訳 みすず書房 1967
- ピエール・シトロン『バルトーク』（永遠の音楽家）八村美世子共訳 白水社 1969
- マイケル・ハミルトン・モーガン『失われた歴史 イスラームの科学・思想・芸術が近代文明をつくった』平凡社　2010

## 論文
- <北沢方邦